# 芭達亞沙灘公共汽車
芭達亞沙灘公共汽車(英文：Pattaya Beach Bus)是泰國的東部之春武里府的芭達亞鎮之一種]]公共汽車]]服務，共有綠色，紅色及黃色等三條路線服務芭達亞鎮、農雅縣(Naklua)及宗天沙灘(Jomtien Beach)。

## 歷史
由「泰國國營中小企業促進辦公室」及私人合營的『芭達亞沙灘公共汽車有限公司』，在2005年8月以芭達亞鎮之密西中心的素坤逸路分店作總站開始營運，旨在幫助遊客穿梭此旅遊重鎮。 

## 採用客車
- 載客30席位30的小型客車，附有空氣調節。

## 川行時間
- 每天上午6時至午夜2時。

## 川行路線
- 綠線：
  - 密西中心(Big C)、芭達亞南路、芭達亞第二街(回程：沙灘路)、海豚羅斗圈、納賴路(Naklua Road)、披鐵訕街(Soi Potisan)、素坤逸路。
- 黃線循環線：

密西中心(Big C)、素坤逸路、天百是路(Thepprasit Road) 、天百耶路(Theppraya Road)、芭達亞第三路、芭達亞北路、海豚羅斗圈、芭達亞北路、素坤逸路、密西中心(Big C)。 
- 紅線循環線：
  - 密西中心(Big C)、素坤逸路、猜也奔街(Soi Chaiyapruek)、宗天沙灘路(Jomtien Beach Road)、廊灘角(Dongtan Corner)、天百耶路(Theppraya Road)、芭達亞第二路 (回程：沙灘路)、海豚羅斗圈、納賴路(Naklua Road)、挽拉蒙縣(Banglamung)警察局、素坤逸路、- 甲丁領(Kratinglai)四角、素坤逸路、猜也奔街(Soi Chaiyapruek)、密西中心(Big C)。

## 票價
- 單程票：30銖；
- 一天通行證：90銖；三天的通行證：180銖；一個月通行證：900銖。
  - 通行證在泰國的東部之春武里府的芭達亞鎮的主要飯店及超級市場(蓮花中心、家樂福、密西中心)發售。